# Henric Holmberg
Sven Martin Henric Holmberg (født 4. januar 1946 i Växjö) er en svensk skuespiller og manuskriptforfatter. Han har for eksempel medvirket i film som Brødrene Mozart (1986) og Karlsvognen (1992) samt tv-serien Frihedens skygge.

## Udvalgt filmografi
- Slip fangerne løs, det er forår! (1975)
- Sven Klangs kvintet (1976)
- Mandagene med Fanny (1977)
- Babels hus (tv-serie, 1981)
- Den umulige drøm (1982)
- Brødrene Mozart (1986)
- Livsfarlig film (1988)
- Peter og Petra (1989)
- Karlsvognen (1992)
- Frihedens skygge (tv-serie, 1994)
- Tsatsiki, moren og politimanden (1999)
- Kuropholdet (1999)
- Cleo (tv-serie, 2002)
- Flickan (2009)
- Dom over død mand (2012)
- Se upp för Jönssonligan (2020)